# Norman J. Grossfeld
Norman J. Grossfeld (New York, 15 dicembre 1963) è un produttore televisivo statunitense.
Presidente della 4Kids Productions dal 1994 al 2009, ha prodotto alcuni film di Pokémon, oltre che alcune stagioni di One Piece, Pokémon, Yu-Gi-Oh!. Viene inoltre accreditato come compositore di musiche per varie serie animate.
Viene considerato il creatore dello slogan Gotta Catch 'Em All!. La sua proposta originale era "Catch 'Em if You Can", rifiutata dalla Nintendo in quanto risultava impossibile registrare la frase come marchio.